# Уртадо, Мигель Анхель
Мигель Анхель Уртадо Суарес (исп. Miguel Ángel Hurtado Suárez; родился 4 июля 1985 года, Санта-Крус-де-ла-Сьерра, Боливия) — боливийский футболист, защитник клуба «Блуминг». Выступал в сборной Боливии.

## Клубная карьера
Профессиональную карьеру футболиста Уртадо начинал в столичном боливийском клубе «Ла-Пас» в 2004 году, за который выступал до 2010 года. Далее он выступал за команды из города Потоси: «Насьональ» и «Реал». С 2014 года он играет за «Блуминг».

## Международная карьера
15 октября 2014 года Мигель Анхель Уртадо дебютировал в составе сборной Боливии в товарищеском матче (2:2) против сборной Чили, проходившем на стадионе Рехиональ де Антофагаста. Уртадо был включён в состав сборной Боливии на Кубок Америки 2015.